# Новомихайловское (Рузский городской округ)
Новомихайловское — деревня в Рузском районе Московской области России, входит в состав сельского поселения Дороховское. Население 42 человека на 2006 год. До 2006 года Новомихайловское входило в состав Космодемьянского сельского округа.
Деревня расположена на юге района, примерно в 27 километрах к юго-востоку от Рузы, высота центра над уровнем моря 216 м. Ближайшие населённые пункты — деревни Новоникольское в 1 километре на запад и Новоивановское — в 1,2 километра юго-западнее.